# Năng lượng hạt nhân tại Cộng hòa Dân chủ Nhân dân Triều Tiên

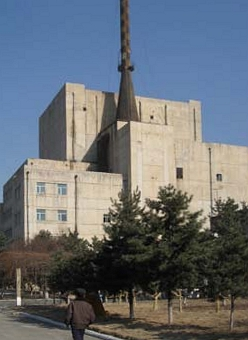
Lò phản ứng thử nghiệm 5 Mwe được chế tạo tại Yongbyon trong giai đoạn 1980-1985.

Cộng hòa Dân chủ Nhân dân Triều Tiên (còn gọi là Triều Tiên hoặc Bắc Triều Tiên) đã tích cực phát triển công nghệ hạt nhân từ những năm 1950.
Mặc dù nước này hiện không có lò phản ứng hạt nhân tạo ra năng lượng hoạt động, những nỗ lực phát triển ngành điện hạt nhân vẫn tiếp tục. Hơn nữa, Triều Tiên đã phát triển vũ khí hạt nhân. Quốc gia này đã tiến hành những vụ thử hạt nhân vào năm 2006, 2009, 2013, 2016 và 2017.

## Lịch sử

### Sự phát triển ban đầu (những năm 1950
Từ những năm 1950, Triều Tiên đã quan tâm đến công nghệ hạt nhân và đã theo đuổi việc sử dụng công nghệ hạt nhân bằng cách chuyển giao kiến thức và công nghệ liên quan đến năng lượng hạt nhân từ Liên Xô. Vào tháng 4 năm 1955, nó quyết định thành lập Viện nghiên cứu Vật lý hạt nhân và nguyên tử tại Đại hội lần thứ hai của Viện Hàn lâm Khoa học Triều Tiên và phái sáu nhà khoa học từ Học viện Liên Xô đến hội nghị được tổ chức tại Liên Xô vào tháng 6 năm 1955. Vào tháng 9 năm 1959, một thỏa thuận về việc sử dụng năng lượng hạt nhân đã được ký kết với Liên Xô tại Moscow và việc gửi một nhà khoa học từ Triều Tiên đến Liên Xô học hỏi đã trở thành một bước tiến có hệ thống.
Một lò phản ứng nghiên cứu kiểu bể bơi IRT-2000 được Liên Xô cung cấp cho Trung tâm nghiên cứu khoa học hạt nhân Yongbyon vào năm 1963, và bắt đầu hoạt động vào năm 1965. Sau khi nâng cấp lên lò phản ứng nghiên cứu, nhiên liệu hiện được sử dụng là các tổ hợp loại IRT-2M gồm 36% và 80% uranium được làm giàu cao. Vì trung tâm đã không nhận được nhiên liệu tươi từ thời Liên Xô, lò phản ứng này hiện chỉ thỉnh thoảng chạy để sản xuất iod-131 cho xạ trị ung thư tuyến giáp.

### Mở rộng chương trình (thập niên 1960 1990)
Trong những năm 1970, việc nghiên cứu của Triều Tiên trở nên độc lập hơn. Năm 1974, Triều Tiên đã nâng cấp lò phản ứng do Liên Xô cung cấp lên 8 MW và năm 1979, họ bắt đầu xây dựng lò phản ứng nghiên cứu bản địa thứ hai tại Trung tâm nghiên cứu khoa học hạt nhân Yongbyon. Song song với việc xây dựng lò phản ứng này, một nhà máy chế biến quặng và nhà máy chế tạo thanh nhiên liệu đã được xây dựng.
Trong những năm 1980, chính phủ Cộng hòa Dân chủ Nhân dân Triều Tiên nhận ra rằng các lò phản ứng nước nhẹ (LWR) phù hợp hơn để sản xuất một lượng điện lớn, do đó có nhu cầu ngày càng tăng.
Sau sự sụp đổ của Liên Xô năm 1991, Nga tiếp tục lựa chọn địa điểm thực địa cho dự án Sinpo LWR. Tuy nhiên, Triều Tiên từ chối trả tiền cho việc này, và dự án đã bị ngừng lại.

#### Viện năng lượng nguyên tử
Viện Năng lượng nguyên tử (IAE) tại Bình Nhưỡng được thành lập năm 1985, ban đầu để làm nơi chứa một cyclotron 20 MeV và các phòng thí nghiệm được nhập khẩu theo chương trình hợp tác kỹ thuật của IAEA từ Liên Xô. Phần lớn việc sử dụng cyclotron là sản xuất gallium-66 để điều trị ung thư gan và ung thư vú. IAE đã phát triển và hiện có ba mục đích: nghiên cứu, ứng dụng năng lượng nguyên tử vào y học và công nghiệp, và cung cấp các cơ sở thí nghiệm cho sinh viên nghiên cứu hạt nhân, đặc biệt là từ Đại học Kim Nhật Thành và Đại học Công nghệ Kim Chaek.

### Cam kết phi hạt nhân hóa
Năm 1994, Triều Tiên đã ký Khung Thỏa thuận Hoa Kỳ-Triều Tiên với Hoa Kỳ. Do đó, Triều Tiên đã đồng ý chấm dứt chương trình lò phản ứng hạt nhân được điều tiết bằng than chì, bao gồm cả việc xây dựng lò phản ứng điện 200 Mwe tại Taechon, để đổi lấy việc xây dựng hai lò phản ứng nước nhẹ 1000 Mwe tại Kumho. Việc xây dựng những thứ này được bắt đầu vào năm 2000 bởi Tổ chức Phát triển Năng lượng Bán đảo Triều Tiên, nhưng đã bị đình chỉ vào tháng 11/2003. Theo cuộc đàm phán sáu bên được tổ chức vào ngày 19   Tháng 9 năm 2005, Triều Tiên cam kết chấm dứt tất cả các chương trình hạt nhân và quay trở lại Hiệp ước không phổ biến hạt nhân, đệ trình các cuộc thanh tra quốc tế để đổi lấy các lợi ích bao gồm viện trợ năng lượng và bình thường hóa quan hệ với Nhật Bản và Hoa Kỳ. 

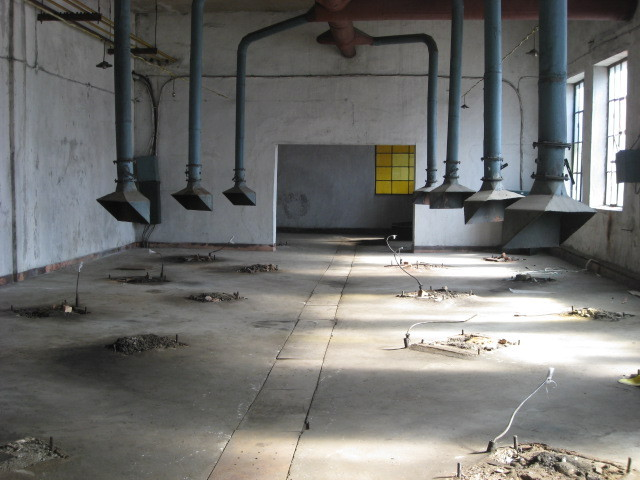
Một cửa hàng chứa máy móc trống trơn trong cơ sở chế tạo nhiên liệu đã ngưng hoạt động tại Yongbyon năm 2008.

Vào ngày 25 tháng 6 năm 2008, Triều Tiên tuyên bố chấm dứt chương trình hạt nhân; tuyên bố rằng hạt nhân của nước đã được bàn giao cho Trung Quốc tại Bắc Kinh vào ngày 26 tháng 6 năm 2008. Tuy nhiên các thiết bị hạt nhân mà Triều Tiên đã có trong tay sẽ được bàn giao vào một ngày sau đó. Trước đó, vào ngày 23 tháng 6, Triều Tiên tuyên bố rằng họ đã bắt đầu dỡ bỏ chương trình hạt nhân và tuyên bố rằng họ sẽ chuyển giao tất cả các nhà máy của mình cho cộng đồng quốc tế.
Năm 2009, Siegfried Hecker, đồng giám đốc Trung tâm Hợp tác và An ninh Quốc tế thuộc Đại học Stanford, nói rằng "trước khi phóng tên lửa vào tháng 4, Triều Tiên đã xả khoảng 6.100 trong số 8.000 thanh nhiên liệu từ lò phản ứng 5 megawatt của họ sang bể làm mát, nhưng sự hư hỏng đã làm chậm quá trình xả của 15 thanh nhiên liệu mỗi tuần, kéo theo dự kiến hoàn thành việc dỡ nhiên liệu vào năm 2011. " 
Bất chấp những nỗ lực ngừng hoạt động rõ ràng này, các vụ thử hạt nhân của Triều Tiên năm 2006, 2009 và 2013 đã đặt ra câu hỏi về cam kết phi hạt nhân hóa của nước này. Vào tháng 4 năm 2013, trong bối cảnh căng thẳng gia tăng với phương Tây, Triều Tiên tuyên bố sẽ khởi động lại cơ sở Yongbyon và tiếp tục sản xuất plutonium cấp độ vũ khí.
Vào ngày 7 tháng 7 năm 2018, Ngoại trưởng Hoa Kỳ Mike Pompeo, Bộ trưởng Ngoại giao Nhật Bản Taro Kono và Bộ trưởng Ngoại giao Hàn Quốc Kang Kyung Wha đã gặp nhau tại Tokyo, nơi họ tái khẳng định sự thống nhất của họ trong việc thúc giục Triều Tiên phi hạt nhân hóa như đã hứa. Các bộ trưởng nhấn mạnh sự cần thiết phải kêu gọi Triều Tiên thực hiện các bước cụ thể hướng tới phi hạt nhân hóa và giữ các biện pháp trừng phạt kinh tế hiện tại của Liên Hợp Quốc.

### Tuyên bố về tổng hợp hạt nhân
Vào tháng 5 năm 2010, tờ báo nhà nước của Cộng hòa Dân chủ Nhân dân Triều Tiên, Rodong Sinmun, đã tuyên bố trong một bài báo rằng Triều Tiên đã thực hiện thành công phản ứng tổng hợp hạt nhân. Bài báo nói trên, đề cập đến bài kiểm tra được cho là "một sự kiện lớn chứng minh khoa học và công nghệ tiên tiến đang phát triển nhanh chóng của DPRK", cũng đề cập đến những nỗ lực của các nhà khoa học Triều Tiên nhằm phát triển "năng lượng mới an toàn và thân thiện với môi trường" và không đề cập đến kế hoạch sử dụng công nghệ nhiệt hạch trong chương trình vũ khí hạt nhân của mình. Tuyên bố này đã được đón nhận với sự hoài nghi, vì sức mạnh nhiệt hạch bền vững vẫn chưa đạt được bởi bất kỳ quốc gia nào khác, bất chấp những nỗ lực liên tục như dự án ITER quốc tế.

### Phát triển lò phản ứng nước nhẹ tại địa phương
Năm 2009, Triều Tiên tuyên bố ý định xây dựng lò phản ứng nước nhẹ thử nghiệm bản địa (LWR) và công nghệ làm giàu uranium để cung cấp nhiên liệu hạt nhân. Vào tháng 11 năm 2010, một nhóm các chuyên gia phi chính phủ Hoa Kỳ đã báo cáo rằng họ đã đến thăm Trung tâm nghiên cứu khoa học hạt nhân Yongbyon của Triều Tiên, nơi họ đã được xem một lò phản ứng nước nhẹ 25 thử30 Mwe trong giai đoạn đầu xây dựng và 2.000 khí nhà máy làm giàu urani ly tâm, được cho là đang sản xuất nhiên liệu uranium làm giàu thấp (LEU) cho lò phản ứng. Việc xây dựng nhà máy làm giàu uranium được báo cáo đã bắt đầu vào tháng 4 năm 2009 và ngày mục tiêu ban đầu để bắt đầu vận hành lò phản ứng là năm 2012. Vào tháng 11 năm 2011, hình ảnh vệ tinh chỉ ra rằng việc xây dựng LWR đang tiến triển nhanh chóng, với các cấu trúc bê tông đã hoàn thành phần lớn. Các LWR đang được xây dựng trên trang web của tháp giải nhiệt bị phá hủy của lò phản ứng Magnox thử nghiệm. Sau khi xây dựng chiếc LWR thử nghiệm này, Triều Tiên dự định sẽ xây dựng những chiếc LWR lớn hơn để phát điện. Ước tính ban đầu là lò phản ứng sẽ được đưa vào hoạt động vào năm 2013, nhưng lò phản ứng không hoàn thành bên ngoài cho đến năm 2016. Trong năm 2017, một số hoạt động đã được ghi nhận liên quan đến xây dựng, một con đập được xây dựng để cung cấp đủ lượng nước cho hệ thống làm mát, nhà máy và kết nối với đường truyền được thực hiện cùng với các cơ sở có lẽ được sử dụng để bảo trì và sửa chữa. Năm 2018, thử nghiệm sơ bộ của lò phản ứng đã bắt đầu và dự kiến kích hoạt là cho năm 2018 hoặc 2019.

## Chương trình vũ khí hạt nhân
Sau khi Mỹ triển khai vũ khí hạt nhân chiến thuật năm 1958 tại Hàn Quốc, chính phủ Cộng hòa Dân chủ Nhân dân Triều Tiên đã yêu cầu cả Liên Xô và Trung Quốc giúp đỡ phát triển vũ khí hạt nhân, nhưng cả hai đều từ chối. Tuy nhiên, Liên Xô đã đồng ý giúp Triều Tiên phát triển chương trình năng lượng hạt nhân hòa bình, bao gồm đào tạo các nhà khoa học hạt nhân.
Cuối cùng, cơ sở công nghệ này đã phát triển thành một chương trình vũ khí hạt nhân bí mật, dẫn đến các vụ thử hạt nhân năm 2006 và 2009. Năm 2009, ước tính Triều Tiên có tới mười đầu đạn hạt nhân chức năng. Sau cái chết của Kim Jong-il vào tháng 12 năm 2011, IAEA tuyên bố sẵn sàng trả lại các thanh sát viên hạt nhân cho Triều Tiên, từ đó họ bị trục xuất vào năm 2009, ngay khi có thỏa thuận về các bước phi hạt nhân hóa. Tuy nhiên, vào đầu năm 2013, Triều Tiên đã cam kết tiến hành nhiều vụ thử hạt nhân hơn trong tương lai gần, và vụ thử hạt nhân thứ ba diễn ra vào tháng 2 năm 2013.

### Các tổ chức hạt nhân quan trọng
Viện Vật lý Triều Tiên được thành lập năm 1952. Các khoa ban đầu được tạo ra trong Viện Vật lý sau đó làm cơ sở cho một số trung tâm nghiên cứu độc lập, bao gồm Viện Vật lý nguyên tử, Viện Bán dẫn và Viện Toán học.
Quá trình tái tổ chức các hoạt động nghiên cứu khoa học đã được thực hiện vào những năm 1970, trong đó phần lớn các viện nghiên cứu hạt nhân của Triều Tiên đã được chuyển từ Bình Nhưỡng đến thành phố Pyonsong, cách thủ đô 50 kilômét (31 mi), và kết hợp thành một trung tâm khoa học duy nhất.  